# 二林公學校禮堂
二林公學校禮堂位於臺灣彰化縣二林鎮二林國小校內，於民國九十二年（2003年）6月10日公告為歷史建築。該禮堂為二林國小前身——二林公學校的禮堂，不過並非是創校初期已有的建物，是後來才增建的。該建築與舊宿舍皆為二林國小留存的日治時期建築，除了是學校集會場所外，也是舉辦地方集會、講習、勞軍等活動的場所。

## 沿革
禮堂建於日治時期的昭和十二年（1937年），於隔年5月3日上樑置棟札，10月時正式啟用。二次大戰後，屋瓦從石棉板瓦更換成水泥瓦，並於民國三十六年（1947年）左右在禮堂種植植物。民國七十五年（1986年）受韋恩颱風影響，曾進行屋面翻修，而後在民國八十二年（1993年）又曾再次整修，將屋頂換為鋼浪板，山牆上半部漆成米黃色，下半部漆成深褐色，側面雨淋板漆成米黃色，而扶壁柱雨淋板則漆成淡藍色。
登錄為歷史建築後，該建築已於民國九十四年（2005年）修復完成。

## 建築
禮堂位於二林國小西門旁，主要使用杉木作為建材。禮堂主入口設在東面，僅有出挑雨庇，而南北兩面各設有三個次要出入口。牆壁為雨淋板，南北兩面並設有扶壁柱，而牆墩則是鋼筋混擬土。

## 圖片

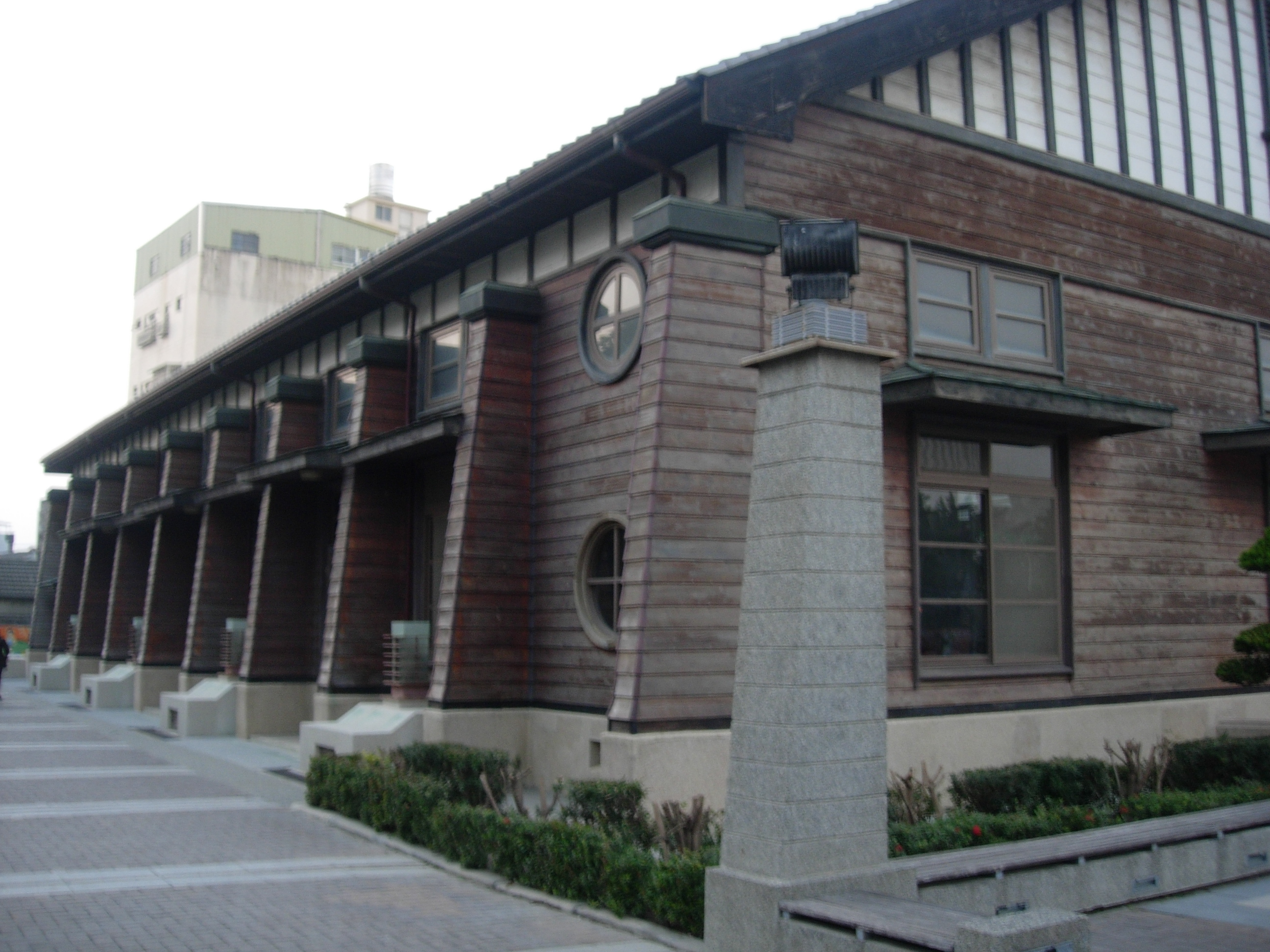
禮堂南側
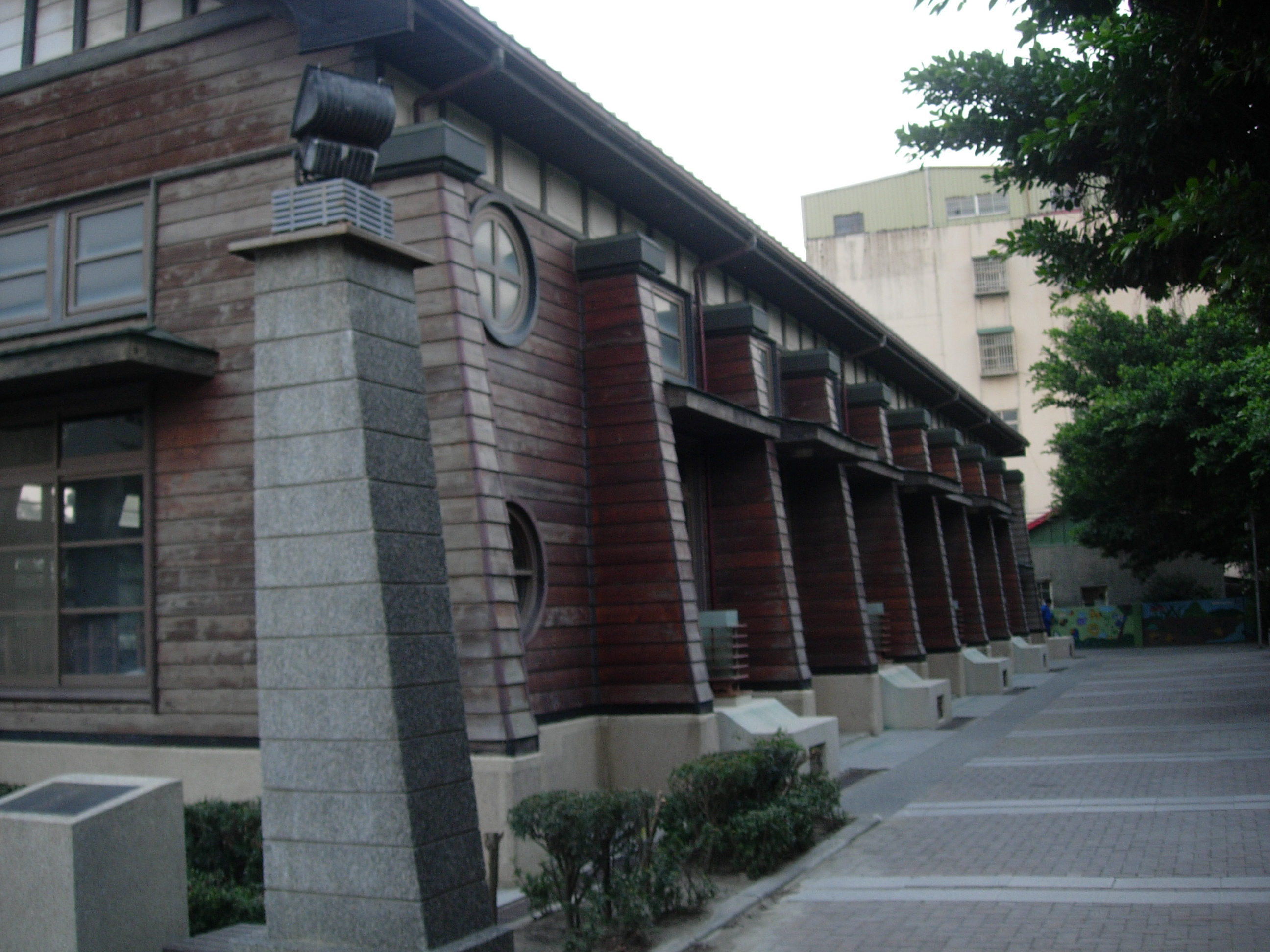
禮堂北側
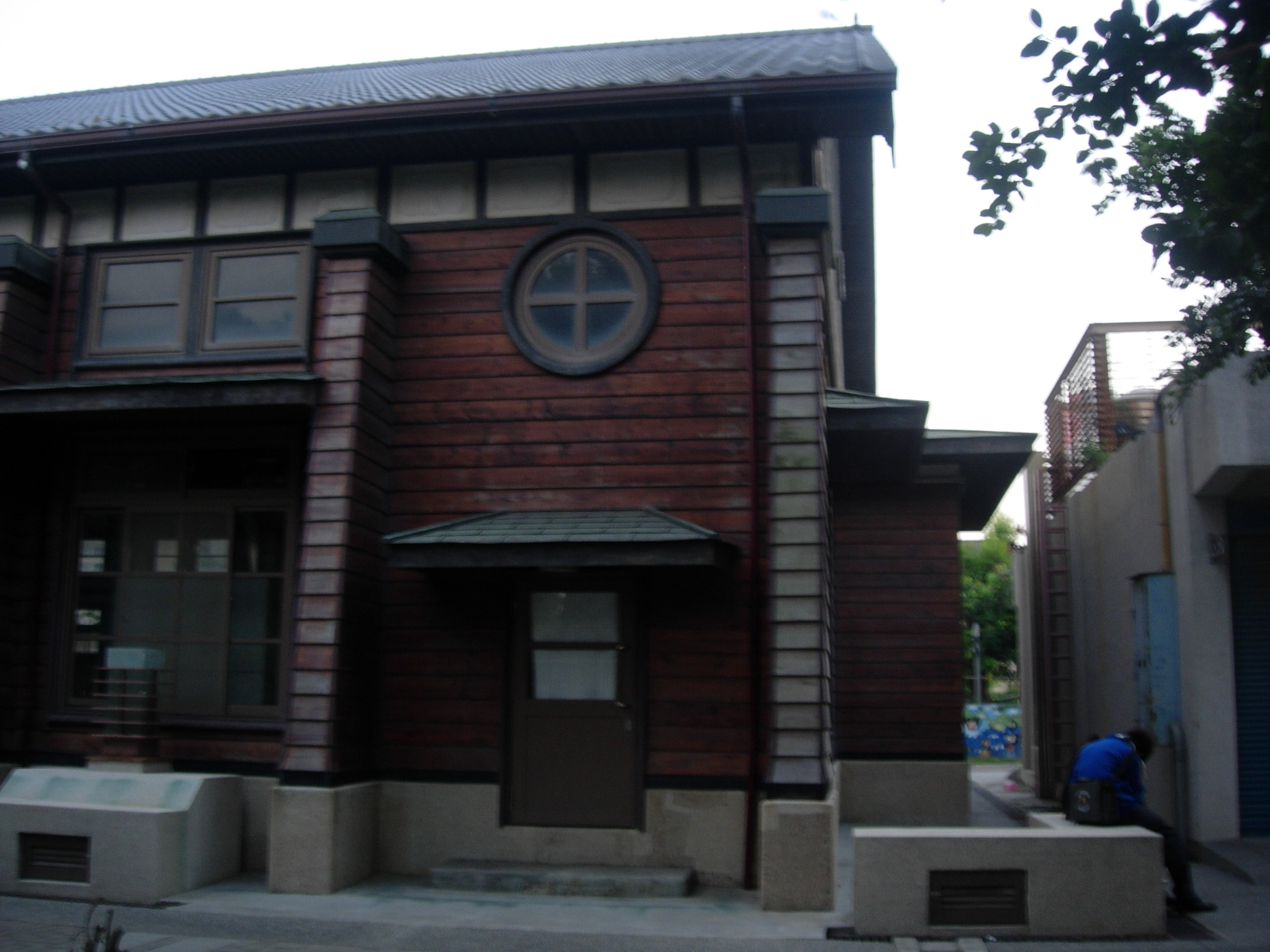
禮堂北側
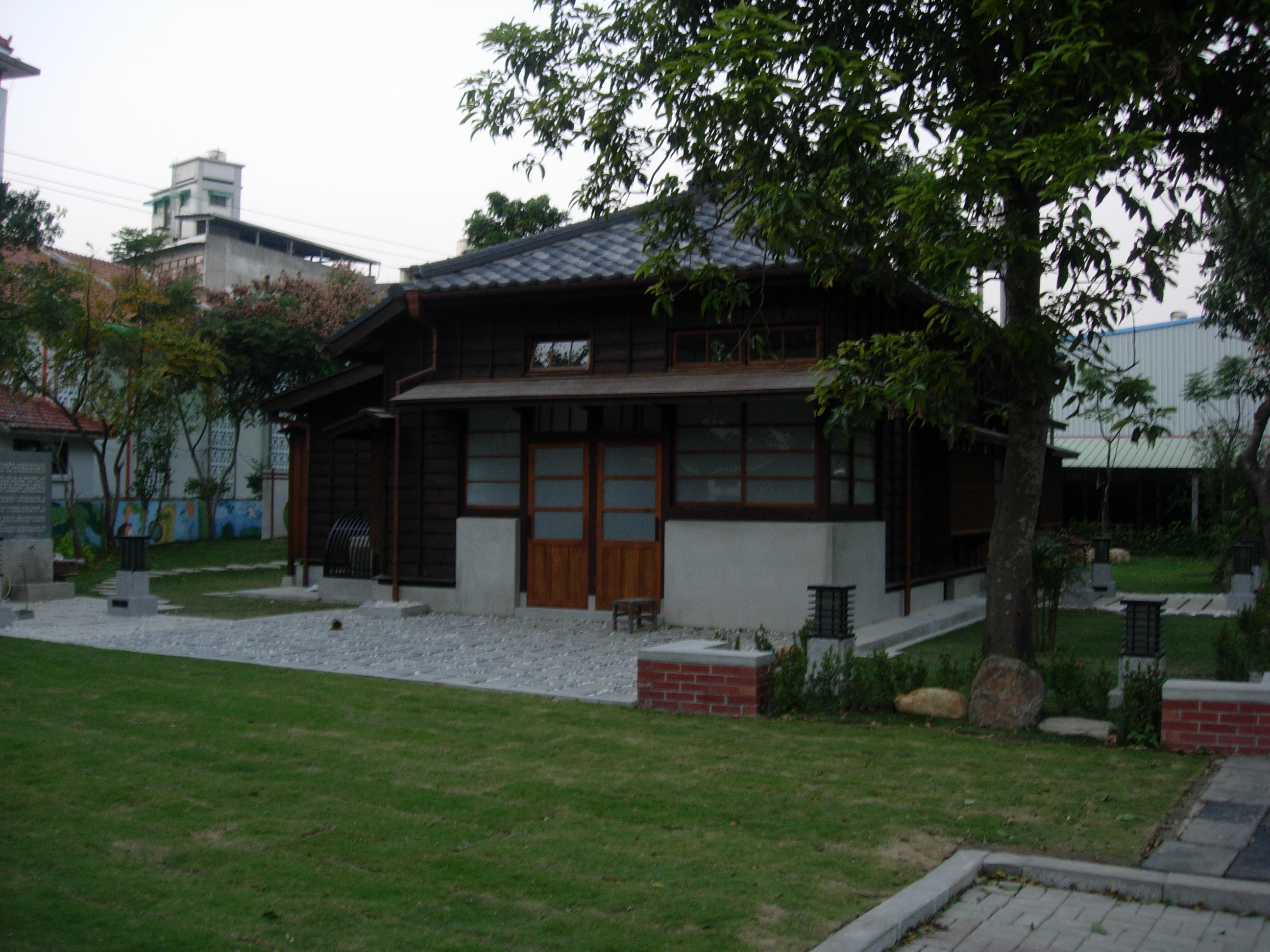
禮堂旁宿舍
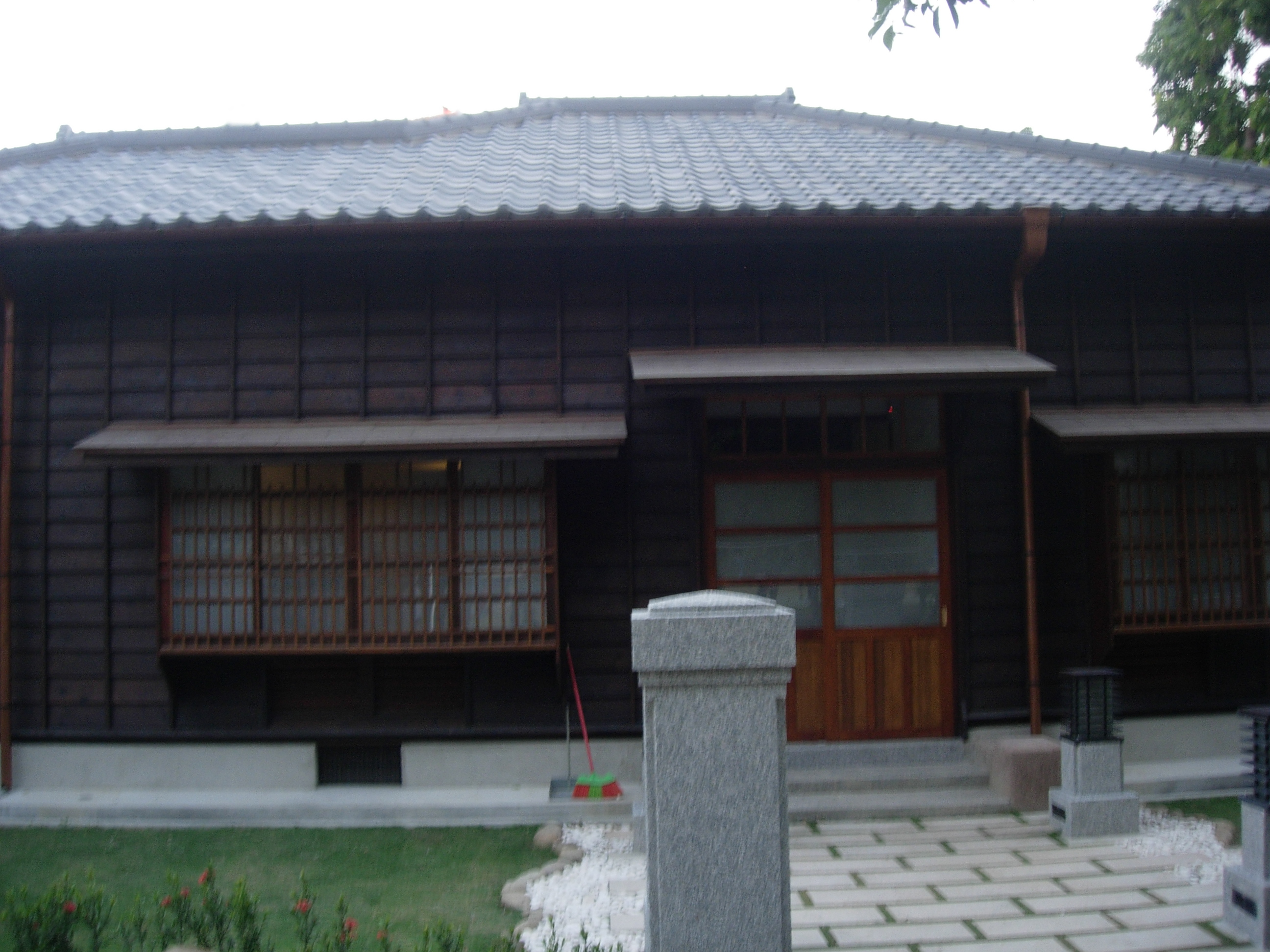
禮堂旁宿舍